# كيمبرلي هنت
كيمبرلي هنت (بالإنجليزية: Kimberly Hunt)‏ هي مذيعة أخبار وصحفية أمريكية، ولدت في أغسطس 1961 في مقاطعة فينتورا في الولايات المتحدة.كيمبرلي هانت، الحائز على جائزة إيمي، هو مراسل صحفي في سان دييغو، وكبير مذيعي التحرير ورئيس تحرير قناة KGTV . خلال حياتها المهنية، أجرت هنت مقابلات مع الرؤساء الحاليين، أوبرا وينفري، وغيرهم من القادة العسكريين والسياسيين وقادة الأعمال. وذكرت أنها على الهواء مباشرة من جوائز الأوسكار، سوبر السلطانية والألعاب، والاتفاقيات السياسية، وغيرها من الأحداث.